# Dominique Canty
Pour les articles homonymes, voir Canty.
Dominique Canty, née le 2 mars 1977 à Chicago (Illinois), est une joueuse américaine professionnelle de basket-ball.

## Biographie
Elle commence le basket à huit ans. Formée à la Whitney Young High School de Chicago, elle remporte quatre fois le titre de meilleure joueuse de l'Illinois, puis elle est sélectionnée en 1995 au WBCA All-America Game où elle inscrit 17 points.
Avec les Crimson Tide de l'Alabama, elle est élue deux fois All-American et quatre fois All-Southeastern Conference. Ses statistiques moyennes en 4 ans sont de 18,1 points, 7,2 rebonds et 3,6 passes . Elle détient alors le record de points inscrits (2 294) de l'université, hommes et femmes confondus. Elle est diplômée en justice criminelle. 
Elle est le 29e choix de la Draft 1999 par le Shock de Détroit. Elle finit seconde à l'élection de la Rookie de l’année derrière Chamique Holdsclaw. Après quatre saisons dans le Michigan, elle est transférée aux Comets de Houston le 28 avril 2003 contre Allison Curtin. Aux inter-saisons, elle travaille dans le milieu du basket, notamment e 1999 et 200 pour les relations publiques du Shock et l'année suivante au même poste pour les Dallas Mavericks. À la fin de la saison 2001, elle est assistant coach de l'équipe féminine de Chicago State University. Avant la saison WNBA 2003, elle joue pour le Chicago Blaze en National Women's Basketball League.
Après deux saisons le plus souvent comme remplaçante aux Comets en 2003 et 2004, elle est titulaire de 32 des 33 rencontres des Comets en 2005 pour 8,2 points, 3,3 rebonds et 3,1 passes en moyenne. La saison suivante est sa meilleure en termes de moyenne de points (10,9), mais elle ne dispute que quinze rencontres. 
Le 12 février 2007, elle signe comme agent libre dans sa ville natale au Sky de Chicago. Elle est titulaire lors de ses quatre premières saisons avec le Sky avant de glisser vers le banc pour sa 13e saison WNBA.
Elle joue plusieurs saisons en Europe (Israël et Pologne).

## Distinctions personnelles
- Membre du cinq de départ du All-Star Game de l'Euroligue 2009.

### NCAA
- Trois fois All-American (1997,1998, 1999)[5]

### High school
- Meilleure joueuse de l'Illinois (1992, 1993, 194, 1995)